# Réthoville
Réthoville – miejscowość i dawna gmina we Francji, w regionie Normandia, w departamencie Manche. W 2013 roku jej populacja wynosiła 131 mieszkańców. 
W dniu 1 stycznia 2016 roku z połączenia czterech ówczesnych gmin – Cosqueville, Gouberville, Néville-sur-Mer oraz Réthoville – utworzono nową gminę Vicq-sur-Mer. Siedzibą gminy została miejscowość Cosqueville. 